# كابيو
مجموعة كابيو، ومقرها في غوتنبرغ، السويد، هي واحدة من الشركات الرائدة في مجال الرعاية الصحية في أوروبا. عبر مستشفياتها وعياداتها التخصصية ووحدات الرعاية الصحية الأولية، تقدم كابيو مجموعة واسعة من خدمات الرعاية الصحية والطبية والجراحية والنفسية. تشغل مجموعة كابيو أكثر من 11000 موظف في كل من السويد والنرويج وفرنسا وألمانيا. في عام 2013 استقبلت كابيو أكثر من 4.3 مليون مريض.